# Стоян Георгиев (футболист, р. 1986)
Вижте пояснителната страница за други личности с името Стоян Георгиев.
Стоян Иванов Георгиев – Гаргата е български футболист. Играе за „Оборище“ (Панагюрище) като защитник към 2016 г.

## Кариера
Георгиев е роден в София на 18 септември 1986 г. Започва да играе като юноша в „Славия“.
През 2005 г. подписва първия си професионален договор с клуба, но изиграва само 7 мача. През януари 2008 г. е даден под наем на „Спартак“ (Варна) за 6 месеца. През юни същата година е даден за още година на „Спартак“.
През лятото на 2016 г. е привлечен в състава на „Спартак“ (Плевен).